# Thọ Dân
Thọ Dân là một xã thuộc huyện Triệu Sơn, tỉnh Thanh Hóa, Việt Nam.
Xã Thọ Dân có diện tích 6.09 km², dân số năm 1999 là 6752 người, mật độ dân số đạt 1109 người/km².